# J.J.Express
J.J.Express（ジェイ・ジェイ・エクスプレス）は、ジャニーズ事務所に所属していたジャニーズJr.内の男性アイドルグループ。ユニット名は「Johnny's Junior EXPRESS」の略。「Kis-My-Ftの弟分」と紹介されていた。

## メンバー
生年月日順

### 最終メンバー
- 髙木雄也（たかき ゆうや、1990年3月26日 - ）- 大阪府出身[2]。
- 伊野尾慧（いのお けい、1990年6月22日 - ）- 埼玉県出身[3]。確認可能な雑誌の初掲載時メンバー。
- 有岡大貴（ありおか だいき、1991年4月15日 - ）- 千葉県出身[4]。2004年に加入[4]。確認可能な雑誌の初掲載時メンバー。
- 亀井拓（かめい たく、1991年9月9日 - ）- オーストラリア出身[5]。
- 深澤辰哉（ふかざわ たつや、1992年5月5日 - ）- 東京都出身。
- 橋本良亮（はしもと りょうすけ、1993年7月15日 - ）- 千葉県出身。

### 所属経験者
- 松本光平（まつもと こうへい、1989年6月15日 - ）- 神奈川県出身[6]。
- 村野貴繕（むらの たかよし、1990年10月25日 - ）- 東京都出身[1]。確認可能な雑誌の初掲載時メンバー。
- 玉森裕太（たまもり ゆうた、1990年3月17日 - ）- 東京都出身。
- 山下拓海（やました たくみ、1991年11月29日 - ）- 東京都出身[1]。確認可能な雑誌の初掲載時メンバー。
- 浅香航大（あさか こうだい、1992年8月24日 - ）- 神奈川県出身[7]。
- 山田涼介（やまだ りょうすけ、1993年5月9日 - ）- 東京都出身。雑誌には未記載。
- 中島裕翔（なかじま ゆうと、1993年8月10日 - ）- 東京都出身[8]。確認可能な雑誌の初掲載時メンバー。
- 森本龍太郎（もりもと りゅうたろう、1995年4月6日 - ）- 神奈川県出身[9]。2005年に加入[9]。

## メンバー変遷
※山田涼介のみ正確な所属時期不明。
『duet』2004年6月号（初登場）発売時
- 伊野尾慧・山下拓海・中島裕翔・有岡大貴・村野貴繕

『Myojo』2004年7月号発売時
- 松本光平・伊野尾慧・山下拓海・中島裕翔

『duet』2004年7月号発売時
- 松本光平・伊野尾慧・山下拓海・中島裕翔・有岡大貴

『Wink up』2004年11月号発売時
- 伊野尾慧・山下拓海・中島裕翔・有岡大貴・玉森裕太

『Myojo』2005年4月号発売時
- 伊野尾慧・中島裕翔・有岡大貴・浅香航大

『Wink up』2005年6月号発売時
- 松本光平・伊野尾慧・中島裕翔・有岡大貴・浅香航大

『duet』2005年8月号発売時
- 伊野尾慧・中島裕翔・有岡大貴・浅香航大

『duet』2005年9月号発売時
髙木が加わり、5人体制になる。
- 伊野尾慧・中島裕翔・有岡大貴・浅香航大・髙木雄也

『Wink up』2005年9月号発売時
『duet』2005年9月号と発売日は同じだが、メンバーは9人で掲載。
- 伊野尾慧・中島裕翔・有岡大貴・浅香航大・髙木雄也・橋本良亮・亀井拓・深澤辰哉・森本龍太郎

『POTATO』2006年9月号発売時点
- 伊野尾慧・有岡大貴・浅香航大・髙木雄也・橋本良亮・亀井拓・深澤辰哉

『POTATO』2007年6月号発売時点 - 『POTATO』『duet』『Wink up』各2007年11月号まで
- 伊野尾慧・有岡大貴・髙木雄也・橋本良亮・亀井拓・深澤辰哉

## 楽曲
JASRAC公式サイトの「作品データベース検索サービス」において、アーティスト名に「J.J.Express」を含む楽曲の検索結果をもとに記述。
- Back in time[15]（作詞：ERYKAH、作曲：INDREHUS PER KRISTIAN） - JASRAC作品コード：0R5-2133-0
- SUPER STAR[15]（作詞・作曲：森元康介） - JASRAC作品コード：124-6133-4
- LOVE ME BABY（作詞・作曲：蔦谷好位置） - JASRAC作品コード：128-7039-1
- 少年のまま[24]（作詞・作曲：磯崎健史） - JASRAC作品コード：134-9084-2
- Carnival★ガンニバル[24]（作詞：宇都直樹、作曲：OKUDA） - JASRAC作品コード：136-1219-1
- 感じるままにYOU & I[24]（作詞：漆野淳哉、作曲：Kazuya Izumi） - JASRAC作品コード：139-5968-9
- HOW TO TREAT YOUR WOMAN（作詞：近藤ナツコ、作曲：YURONG RONI JR） - JASRAC作品コード：126-7941-1

## 出演
各メンバー単独・他ユニット出演は、それぞれの記事に記載。

### バラエティ番組
- Ya-Ya-yah（テレビ東京系）[25]

### コンサート
- ジャニーズJr.の大冒険!（2006年8月15日 - 25日、ホテル・グランパシフィック・メリディアン） - 伊野尾・有岡・髙木・浅香・橋本・亀井・深澤[26]
- you達の音楽大運動会（2006年9月30日・10月1日、国立代々木第一体育館）[27]
- 2007 謹賀新年 あけましておめでとう ジャニーズJr.大集合（2007年1月2日 - 7日、日本武道館）[28] - 伊野尾・有岡・髙木・浅香・橋本・亀井・深澤[注 3]
- ジャニーズJr.の大冒険! @メリディアン（2007年8月15日 - 24日、ホテル・グランパシフィック・メリディアン）[29]

### 舞台
- Johnnys Theater"SダUイMジMェAスRトY2005"（2005年、品川プリンス ステラボール）[18]
- 滝沢演舞城（2006年3月7日 - 4月25日、新橋演舞場）[30]
- One! -the history of Tackey- （2006年9月5日 - 9月28日、日生劇場） - 伊野尾・有岡・髙木・浅香・橋本・亀井・深澤[31]
- 滝沢演舞城 2007（2007年7月3日 - 29日、新橋演舞場）